# AHL 1996/97
Die Saison 1996/97 war die 61. reguläre Saison der American Hockey League (AHL). Während der regulären Saison bestritten die 18 Teams der Liga jeweils 80 Begegnungen. Die jeweils acht besten Mannschaften der Eastern Conference und der Western Conference spielten anschließend in einer Play-off-Runde um den Calder Cup.

## Teamänderungen
Folgende Änderungen wurden vor Beginn der Saison vorgenommen:
- Die Prince Edward Island Senators stellten den Spielbetrieb ein und wurden inaktiv.
- Die Cornwall Aces stellten den Spielbetrieb ein und wurden inaktiv.
- Die Cape Breton Oilers wurden nach Hamilton, Ontario, umgesiedelt und spielten fortan unter dem Namen Hamilton Bulldogs
- Die Kentucky Thoroughblades wurden als Expansionsteam in die Liga aufgenommen.
- Die Philadelphia Phantoms wurden als Expansionsteam in die Liga aufgenommen.

## Reguläre Saison

### Abschlusstabellen
Abkürzungen: GP = Spiele, W = Siege, L = Niederlagen, T = Unentschieden, OTL = Niederlage nach Overtime, GF = Erzielte Tore, GA = Gegentore, Pts = Punkte

Erläuterungen: In Klammern befindet sich die Platzierung innerhalb der Conference;       = Playoff-Qualifikation,       = Division-Sieger,       = Conference-Sieger

#### Northern Conference
| Canadian Division      | GP | W  | L  | T  | OTL | GF  | GA  | Pts |
| ---------------------- | -- | -- | -- | -- | --- | --- | --- | --- |
| St. John’s Maple Leafs | 80 | 36 | 28 | 10 | 6   | 265 | 264 | 88  |
| Saint John Flames      | 80 | 28 | 36 | 13 | 3   | 237 | 269 | 72  |
| Hamilton Bulldogs      | 80 | 28 | 39 | 9  | 4   | 220 | 276 | 69  |
| Fredericton Canadiens  | 80 | 26 | 44 | 8  | 2   | 234 | 283 | 62  |

| Empire State Division | GP | W  | L  | T  | OTL | GF  | GA  | Pts |
| --------------------- | -- | -- | -- | -- | --- | --- | --- | --- |
| Rochester Americans   | 80 | 40 | 30 | 9  | 1   | 298 | 257 | 90  |
| Adirondack Red Wings  | 80 | 38 | 28 | 12 | 2   | 258 | 249 | 90  |
| Albany River Rats     | 80 | 38 | 28 | 9  | 5   | 269 | 231 | 90  |
| Syracuse Crunch       | 80 | 32 | 38 | 10 | 0   | 241 | 265 | 74  |
| Binghamton Rangers    | 80 | 27 | 38 | 13 | 2   | 245 | 300 | 69  |

#### Southern Conference
| New England Division | GP | W  | L  | T  | OTL | GF  | GA  | Pts |
| -------------------- | -- | -- | -- | -- | --- | --- | --- | --- |
| Worcester IceCats    | 80 | 43 | 23 | 9  | 5   | 256 | 234 | 100 |
| Springfield Falcons  | 80 | 41 | 25 | 12 | 2   | 268 | 229 | 96  |
| Portland Pirates     | 80 | 37 | 26 | 10 | 7   | 279 | 264 | 91  |
| Providence Bruins    | 80 | 35 | 40 | 3  | 2   | 262 | 289 | 75  |

| Mid-Atlantic Division   | GP | W  | L  | T  | OTL | GF  | GA  | Pts |
| ----------------------- | -- | -- | -- | -- | --- | --- | --- | --- |
| Philadelphia Phantoms   | 80 | 49 | 18 | 10 | 3   | 325 | 230 | 111 |
| Hershey Bears           | 80 | 43 | 22 | 10 | 5   | 273 | 220 | 101 |
| Kentucky Thoroughblades | 80 | 36 | 35 | 9  | 0   | 278 | 284 | 81  |
| Baltimore Bandits       | 80 | 30 | 37 | 10 | 3   | 251 | 285 | 73  |
| Carolina Monarchs       | 80 | 28 | 43 | 4  | 5   | 273 | 303 | 65  |

### Beste Scorer
Abkürzungen: GP = Spiele, G = Tore, A = Assists, Pts = Punkte, +/- = Plus/Minus, PIM = Strafminuten; Fett: Saisonbestwert
| Spieler           | Team                    | GP | G  | A  | Pts | PIM |
| ----------------- | ----------------------- | -- | -- | -- | --- | --- |
| Peter White       | Philadelphia Phantoms   | 80 | 44 | 61 | 105 | 28  |
| Terry Yake        | Rochester Americans     | 78 | 34 | 67 | 101 | 77  |
| Brian Wiseman     | St. John’s Maple Leafs  | 71 | 33 | 62 | 95  | 83  |
| Václav Prospal    | Philadelphia Phantoms   | 63 | 32 | 63 | 95  | 70  |
| Patrik Juhlin     | Philadelphia Phantoms   | 78 | 31 | 60 | 91  | 24  |
| Aljaksej Loschkin | Fredericton Canadiens   | 79 | 33 | 56 | 89  | 41  |
| Gilbert Dionne    | Carolina Monarchs       | 72 | 41 | 47 | 88  | 69  |
| Blair Atcheynum   | Hershey Bears           | 77 | 42 | 45 | 87  | 57  |
| Jan Čaloun        | Kentucky Thoroughblades | 66 | 43 | 43 | 86  | 68  |
| Shawn McCosh      | Philadelphia Phantoms   | 79 | 30 | 51 | 81  | 110 |

## Calder-Cup-Playoffs

### Modus
Für die Playoffs qualifizierten sich in der Northern Conference und Southern Conference je die acht besten Mannschaften. Während sich in der Southern Conference jeweils die besten vier Mannschaften jeder Division qualifizierten, konnte sich in der Northern Conference der Fünfte der Empire State Division, die Binghamton Rangers, qualifizieren, da sie mehr Punkte aufwiesen als der Vierte der Canadian Division, die Fredericton Canadiens.
In den ersten drei Playoff-Runden wurden die Sieger der Eastern bzw. Western Division ausgespielt, die anschließend im Finale um den Calder Cup aufeinandertrafen. Während die erste Playoff-Runde im Best-of-Five-Modus ausgespielt wurde, wurden alle anderen Playoffrunden, sowie das Finale im Modus Best-of-Seven ausgespielt.

### Playoff-Baum
|  | Division Semifinals | Division Semifinals     | Division Semifinals |                     |                        | Division Finals | Division Finals    | Division Finals |  |  | Conference Finals | Conference Finals | Conference Finals |  |  | Calder Cup Finals | Calder Cup Finals | Calder Cup Finals |
|  |                     |                         |                     |                     |                        |                 |                    |                 |  |  |                   |                   |                   |  |  |                   |                   |                   |
|  | C1                  | St. John’s Maple Leafs  | 3                   |                     |                        |                 |                    |                 |  |  |                   |                   |                   |  |  |                   |                   |                   |
|  | E5                  | Binghamton Rangers      | 1                   |                     |                        |                 |                    |                 |  |  |                   |                   |                   |  |  |                   |                   |                   |
|  | E5                  | Binghamton Rangers      | 1                   | C1                  | St. John’s Maple Leafs | 3               |                    |                 |  |  |                   |                   |                   |  |  |                   |                   |                   |
|  |                     |                         |                     | C1                  | St. John’s Maple Leafs | 3               |                    |                 |  |  |                   |                   |                   |  |  |                   |                   |                   |
|  |                     |                         | C3                  | Hamilton Bulldogs   | 4                      |                 |                    |                 |  |  |                   |                   |                   |  |  |                   |                   |                   |
|  | C2                  | Saint John Flames       | C3                  | Hamilton Bulldogs   | 4                      | 2               |                    |                 |  |  |                   |                   |                   |  |  |                   |                   |                   |
|  | C2                  | Saint John Flames       |                     |                     |                        | 2               |                    |                 |  |  |                   |                   |                   |  |  |                   |                   |                   |
|  | C3                  | Hamilton Bulldogs       | 3                   |                     |                        |                 |                    |                 |  |  |                   |                   |                   |  |  |                   |                   |                   |
|  | C3                  | Hamilton Bulldogs       | 3                   | C3                  | Hamilton Bulldogs      | 4               |                    |                 |  |  |                   |                   |                   |  |  |                   |                   |                   |
|  |                     |                         |                     | C3                  | Hamilton Bulldogs      | 4               | Eastern Conference |                 |  |  |                   |                   |                   |  |  |                   |                   |                   |
|  |                     | E3                      | Albany River Rats   | 1                   |                        |                 |                    |                 |  |  |                   |                   |                   |  |  |                   |                   |                   |
|  | E1                  | E3                      | Albany River Rats   | 1                   | Rochester Americans    | 3               |                    |                 |  |  |                   |                   |                   |  |  |                   |                   |                   |
|  | E1                  |                         |                     |                     | Rochester Americans    | 3               |                    |                 |  |  |                   |                   |                   |  |  |                   |                   |                   |
|  | E4                  | Syracuse Crunch         | 0                   |                     |                        |                 |                    |                 |  |  |                   |                   |                   |  |  |                   |                   |                   |
|  | E4                  | Syracuse Crunch         | 0                   | E1                  | Rochester Americans    | 3               |                    |                 |  |  |                   |                   |                   |  |  |                   |                   |                   |
|  |                     |                         |                     | E1                  | Rochester Americans    | 3               |                    |                 |  |  |                   |                   |                   |  |  |                   |                   |                   |
|  |                     |                         | E3                  | Albany River Rats   | 4                      |                 |                    |                 |  |  |                   |                   |                   |  |  |                   |                   |                   |
|  | E2                  | Adirondack Red Wings    | E3                  | Albany River Rats   | 4                      | 1               |                    |                 |  |  |                   |                   |                   |  |  |                   |                   |                   |
|  | E2                  | Adirondack Red Wings    |                     |                     |                        |                 |                    |                 |  |  |                   |                   |                   |  |  |                   |                   |                   |
|  | E3                  | Albany River Rats       | 3                   |                     |                        |                 |                    |                 |  |  |                   |                   |                   |  |  |                   |                   |                   |
|  | E3                  | Albany River Rats       | 3                   | C3                  | Hamilton Bulldogs      | 1               |                    |                 |  |  |                   |                   |                   |  |  |                   |                   |                   |
|  |                     |                         |                     |                     |                        |                 |                    |                 |  |  |                   |                   |                   |  |  |                   |                   |                   |
|  |                     | M2                      | Hershey Bears       | 4                   |                        |                 |                    |                 |  |  |                   |                   |                   |  |  |                   |                   |                   |
|  | N1                  | M2                      | Hershey Bears       | 4                   | Worcester IceCats      | 2               |                    |                 |  |  |                   |                   |                   |  |  |                   |                   |                   |
|  | N1                  |                         |                     |                     | Worcester IceCats      | 2               |                    |                 |  |  |                   |                   |                   |  |  |                   |                   |                   |
|  | N4                  | Providence Bruins       | 3                   |                     |                        |                 |                    |                 |  |  |                   |                   |                   |  |  |                   |                   |                   |
|  | N4                  | Providence Bruins       | 3                   | N4                  | Providence Bruins      | 1               |                    |                 |  |  |                   |                   |                   |  |  |                   |                   |                   |
|  |                     |                         |                     | N4                  | Providence Bruins      | 1               |                    |                 |  |  |                   |                   |                   |  |  |                   |                   |                   |
|  |                     |                         | N2                  | Springfield Falcons | 4                      |                 |                    |                 |  |  |                   |                   |                   |  |  |                   |                   |                   |
|  | N2                  | Springfield Falcons     | N2                  | Springfield Falcons | 4                      | 3               |                    |                 |  |  |                   |                   |                   |  |  |                   |                   |                   |
|  | N2                  | Springfield Falcons     |                     |                     |                        | 3               |                    |                 |  |  |                   |                   |                   |  |  |                   |                   |                   |
|  | N3                  | Portland Pirates        | 2                   |                     |                        |                 |                    |                 |  |  |                   |                   |                   |  |  |                   |                   |                   |
|  | N3                  | Portland Pirates        | 2                   | N2                  | Springfield Falcons    | 3               |                    |                 |  |  |                   |                   |                   |  |  |                   |                   |                   |
|  |                     |                         |                     | N2                  | Springfield Falcons    | 3               | Western Conference |                 |  |  |                   |                   |                   |  |  |                   |                   |                   |
|  |                     | M2                      | Hershey Bears       | 4                   |                        |                 |                    |                 |  |  |                   |                   |                   |  |  |                   |                   |                   |
|  | M1                  | M2                      | Hershey Bears       | 4                   | Philadelphia Phantoms  | 3               |                    |                 |  |  |                   |                   |                   |  |  |                   |                   |                   |
|  | M1                  |                         |                     |                     |                        |                 |                    |                 |  |  |                   |                   |                   |  |  |                   |                   |                   |
|  | M4                  | Baltimore Bandits       | 0                   |                     |                        |                 |                    |                 |  |  |                   |                   |                   |  |  |                   |                   |                   |
|  | M4                  | Baltimore Bandits       | 0                   | M1                  | Philadelphia Phantoms  | 3               |                    |                 |  |  |                   |                   |                   |  |  |                   |                   |                   |
|  |                     |                         |                     | M1                  | Philadelphia Phantoms  | 3               |                    |                 |  |  |                   |                   |                   |  |  |                   |                   |                   |
|  |                     |                         | M2                  | Hershey Bears       | 4                      |                 |                    |                 |  |  |                   |                   |                   |  |  |                   |                   |                   |
|  | M2                  | Hershey Bears           | M2                  | Hershey Bears       | 4                      | 3               |                    |                 |  |  |                   |                   |                   |  |  |                   |                   |                   |
|  | M2                  | Hershey Bears           |                     |                     |                        |                 |                    |                 |  |  |                   |                   |                   |  |  |                   |                   |                   |
|  | M3                  | Kentucky Thoroughblades | 1                   |                     |                        |                 |                    |                 |  |  |                   |                   |                   |  |  |                   |                   |                   |

### Calder-Cup-Sieger
| Calder-Cup-Sieger Hershey Bears | Torhüter: Marc Denis, Jean-François Labbé, Sylvain Rodrigue, Sinuhe Wallinheimo Verteidiger: Wade Belak, Rich Brennan, Paul Jerrard, Steve Lingren, Kevin MacDonald, Éric Messier, Dan Smith, Pascal Trépanier, Bob Woods Angreifer: Blair Atcheynum, Cory Banika, Doug Friedman, Hugues Gervais, Mike Hartman, Josef Marha, Christian Matte, Mike McHugh, Kurtis Miller, Rob Shearer, Éric Veilleux, Steffon Walby Cheftrainer: Bob Hartley General Manager: Doug Yingst |

## Vergebene Trophäen

### Mannschaftstrophäen
| Auszeichnung                                                     | Team                   |
| ---------------------------------------------------------------- | ---------------------- |
| Calder Cup Gewinner der AHL-Playoffs                             | Hershey Bears          |
| Richard F. Canning Trophy Gewinner des Eastern Conference-Finale | Hamilton Bulldogs      |
| Robert W. Clarke Trophy Gewinner des Western Conference-Finale   | Hershey Bears          |
| Frank S. Mathers Trophy Bestes Team der Mid-Atlantic Division    | Philadelphia Phantoms  |
| F. G. „Teddy“ Oke Trophy Bestes Team der New England Division    | Worcester IceCats      |
| Sam Pollock Trophy Bestes Team der Atlantic Division             | St. John’s Maple Leafs |
| John D. Chick Trophy Bestes Team der Empire State Division       | Rochester Americans    |

### Individuelle Trophäen
| Auszeichnung                                                                                    | Spieler             | Team                  |
| ----------------------------------------------------------------------------------------------- | ------------------- | --------------------- |
| Les Cunningham Award MVP der regulären Saison                                                   | Jean-François Labbé | Hershey Bears         |
| John B. Sollenberger Trophy Bester Scorer                                                       | Peter White         | Philadelphia Phantoms |
| Dudley „Red“ Garrett Memorial Award Bester Rookie                                               | Jaroslav Svejkovský | Portland Pirates      |
| Eddie Shore Award Bester Verteidiger                                                            | Darren Rumble       | Philadelphia Phantoms |
| Aldege „Baz“ Bastien Memorial Award Bester Torhüter                                             | Jean-François Labbé | Hershey Bears         |
| Harry „Hap“ Holmes Memorial Award Torhüter mit dem geringsten Gegentorschnitt                   | Jean-François Labbé | Hershey Bears         |
| Louis A. R. Pieri Memorial Award Bester Trainer                                                 | Greg Gilbert        | Worcester IceCats     |
| Fred T. Hunt Memorial Award Für den Spieler, der durch Fairness, Einsatz und Hingabe herausragt | Steve Passmore      | Hamilton Bulldogs     |
| Jack A. Butterfield Trophy MVP der Calder-Cup-Playoffs                                          | Mike McHugh         | Hershey Bears         |